# Notre-Dame-des-Anges (L’Isle-sur-la-Sorgue)

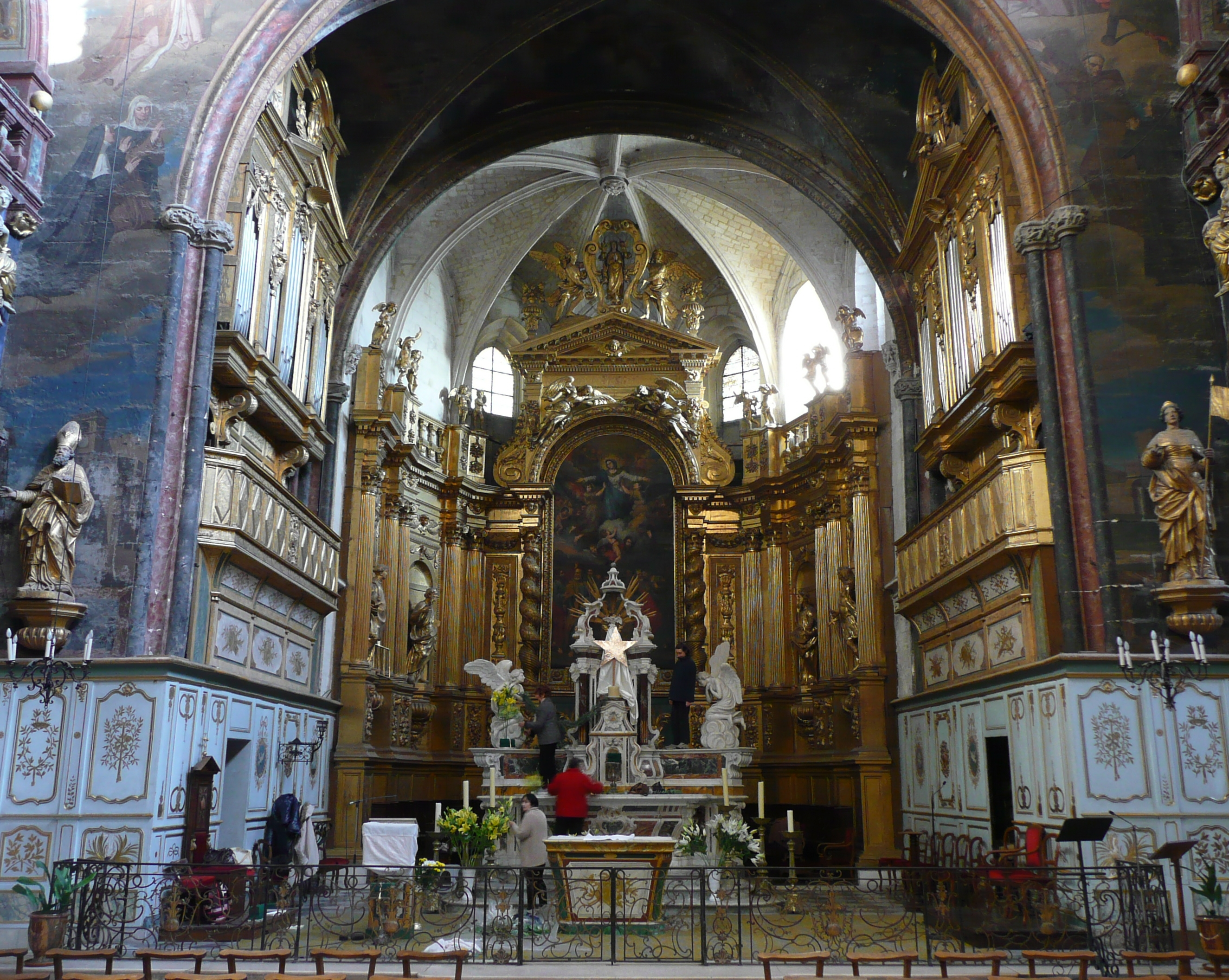
Chor

Notre-Dame-des-Anges ist die Pfarrkirche der französischen Gemeinde L’Isle-sur-la-Sorgue. Sie ist seit 1911 als Monument historique klassifiziert.

## Beschreibung
Im Jahr 1222 wurde sie in den Rang einer Stiftskirche erhoben und von 1647 bis 1670 nach dem Entwurf von François de La Valfenière beinahe vollständig erneuert. In ihren ältesten Teilen geht die Kirche auf das 14. Jahrhundert zurück. Hinter der Fassade im Jesuitenstil beherbergt das riesige, lichtdurchflutete Kirchenschiff eine außergewöhnlich reiche Barockausstattung. Unter den Emporen der Kapellen sind geschnitzte Allegorien der Tugenden von Jean Péru zu sehen.
Die siebenseitige Apsis wird von einem großen Altarbild und einer halbkreisförmigen Holzarbeit aus dem 17. Jahrhundert eingenommen, die vollständig vergoldet und reich geschnitzt ist. Das Altarbild besteht aus zwei gedrehten und kannelierten Säulen, die ein Gemälde von Reynaud Levieux einrahmen. Es zeigt die Himmelfahrt der Jungfrau Maria und wurde 1680 in Rom gemalt. Die Säulen tragen eine fein geschnitzte Arkatur, auf der zwei Engel ruhen. Die Arkatur selbst wird von einem zurückgesetzten dreieckigen Giebel überragt, der zwei weitere Engel trägt und die eine Statue der Jungfrau Maria einrahmen.
Die Seitenkapellen sind gefüllt mit Kunstwerken von Nicolas Mignard, Pierre Parrocel und Simon Vouet. In der ersten Südkapelle zeigt ein Gemälde von Wilhelm Ernst Greve aus dem Jahr 1636 eine Kavaliersansicht der Stadt, die gerade von der Pest befreit wurde. Auf dem Altar steht die Statue von Notre-Dame de Sorguette, die Schutzheilige der Fischer, die jedes Jahr in einer Prozession getragen wird.

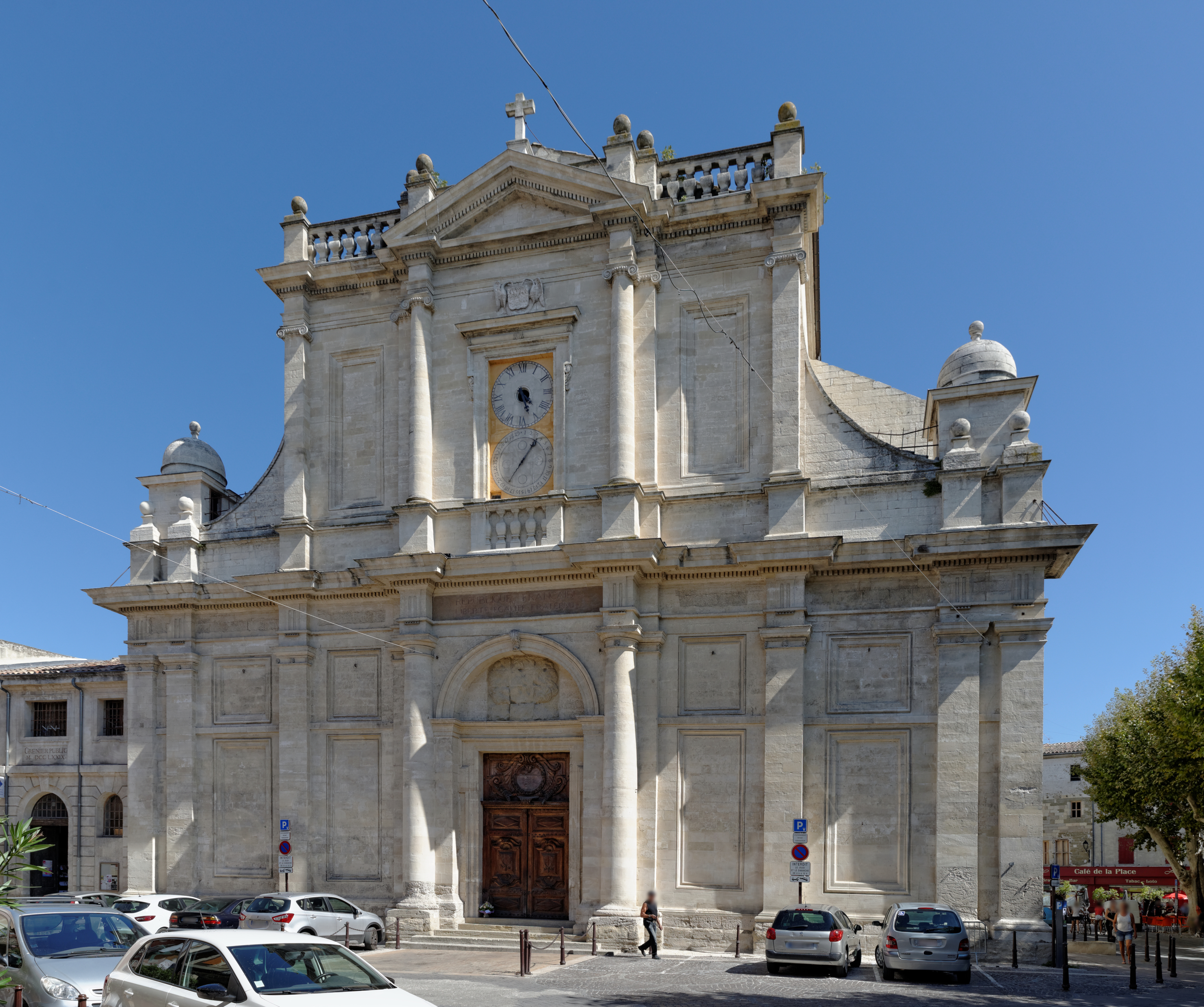
Die barocke Westfassade der Kirche
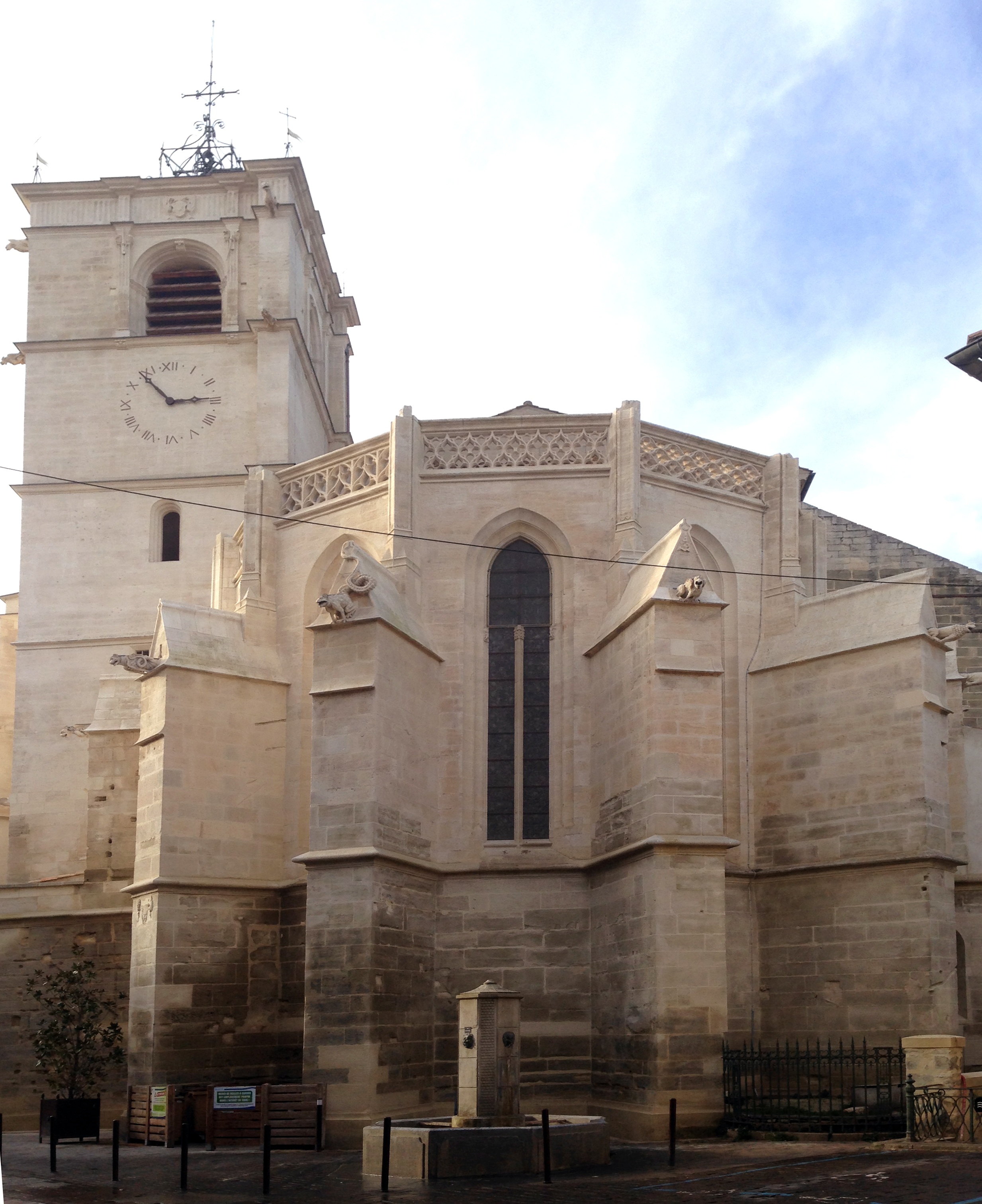
Blick zum gotischen Chor